# Wereldkampioenschap voetbal 2022 (Groep A) Nederland - Ecuador
Dit artikel gaat over de wedstrijd in groep A van het wereldkampioenschap voetbal 2022 tussen Nederland en Ecuador die gespeeld werd op vrijdag 25 november 2022 in het Khalifa Internationaal Stadion te Ar Rayyan.
De wedstrijd eindigde in een 1–1 gelijkspel. Cody Gakpo scoorde binnen zes minuten, met het enige schot op doel van Nederland in de gehele wedstrijd, en werd daarmee de tweede Nederlandse speler die ooit in beide van zijn eerste twee WK-wedstrijden scoorde, na Memphis Depay in 2014. Vier minuten na de rust scoorde Enner Valencia voor Ecuador, waardoor zes achtereenvolgende WK-doelpunten van Ecuador allemaal door Valencia werden gemaakt. In Nederland keken ruim 4,3 miljoen mensen live naar de wedstrijd.

## Voorafgaand aan de wedstrijd
- Nederland stond bij aanvang van het toernooi op de achtste plaats van de FIFA-wereldranglijst en moest zes WK-deelnemers boven zich dulden.[2] Ecuador was op de 44ste plek terug te vinden.[3] Drie WK-deelnemers waren lager gerangschikt dan Ecuador op die lijst.
- Nederland en Ecuador troffen elkaar voorafgaand aan deze wedstrijd twee keer, in beide gevallen vriendschappelijk. Nederland won in maart 2006 met 1–0 en in mei 2014 speelden beide teams met 1–1 gelijk. Nederland won acht en verloor twee van zijn eerdere veertien WK-wedstrijden tegen teams aangesloten bij CONMEBOL. Ecuador won twee en verloor vier van zijn zeven eerdere WK-wedstrijden tegen UEFA-landen.
- Nederland en Ecuador wonnen beide in de eerste speelronde met 2–0: Nederland deed dat tegen Senegal, Ecuador tegen Qatar. Nederland kon zich met een overwinning in deze wedstrijd plaatsen voor de achtste finales.

## Wedstrijddetails[4]
|                                                      |           |                  |              | |
| Groep A 25 november 2022 19:00 (UTC+3) 17:00 (UTC+1) | Nederland | 1 – 1 (1 – 0)    | Ecuador      | Stadion: Khalifa Internationaal Stadion, Ar Rayyan Toeschouwers: 44.833 Scheidsrechter: Mustapha Ghorbal Assistenten: Mokrane Gourari Assistenten: Abdelhak Etchiali Vierde official: Said Martínez Video-assistent: Shaun Evans AVAR 1: Redouane Jiyed AVAR 2: Ashley Beecham AVAR 3: Muhammad Taqi Speler van de wedstrijd: Frenkie de Jong |
| Groep A 25 november 2022 19:00 (UTC+3) 17:00 (UTC+1) | Gakpo 6'  | Wedstrijdverslag | 49' Valencia | Stadion: Khalifa Internationaal Stadion, Ar Rayyan Toeschouwers: 44.833 Scheidsrechter: Mustapha Ghorbal Assistenten: Mokrane Gourari Assistenten: Abdelhak Etchiali Vierde official: Said Martínez Video-assistent: Shaun Evans AVAR 1: Redouane Jiyed AVAR 2: Ashley Beecham AVAR 3: Muhammad Taqi Speler van de wedstrijd: Frenkie de Jong |
| Groep A 25 november 2022 19:00 (UTC+3) 17:00 (UTC+1) |           |                  |              | Stadion: Khalifa Internationaal Stadion, Ar Rayyan Toeschouwers: 44.833 Scheidsrechter: Mustapha Ghorbal Assistenten: Mokrane Gourari Assistenten: Abdelhak Etchiali Vierde official: Said Martínez Video-assistent: Shaun Evans AVAR 1: Redouane Jiyed AVAR 2: Ashley Beecham AVAR 3: Muhammad Taqi Speler van de wedstrijd: Frenkie de Jong |
| Groep A 25 november 2022 19:00 (UTC+3) 17:00 (UTC+1) |           |                  |              | Stadion: Khalifa Internationaal Stadion, Ar Rayyan Toeschouwers: 44.833 Scheidsrechter: Mustapha Ghorbal Assistenten: Mokrane Gourari Assistenten: Abdelhak Etchiali Vierde official: Said Martínez Video-assistent: Shaun Evans AVAR 1: Redouane Jiyed AVAR 2: Ashley Beecham AVAR 3: Muhammad Taqi Speler van de wedstrijd: Frenkie de Jong |
|                                                      |           |                  |              | |

| Nederland | Ecuador |

| DM             | 23 | Andries Noppert  |     |
| RVV            | 22 | Denzel Dumfries  |     |
| CV             | 02 | Jurriën Timber   |     |
| CV             | 04 | Virgil van Dijk  |     |
| CV             | 05 | Nathan Aké       |     |
| LVV            | 17 | Daley Blind      |     |
| CM             | 20 | Teun Koopmeiners | 79' |
| CM             | 21 | Frenkie de Jong  |     |
| AM             | 14 | Davy Klaassen    | 69' |
| SP             | 08 | Cody Gakpo       | 79' |
| SP             | 07 | Steven Bergwijn  | 46' |
| Wisselspelers: |    |                  |     |
| DM             | 01 | Remko Pasveer    |     |
| DM             | 13 | Justin Bijlow    |     |
| VD             | 03 | Matthijs de Ligt |     |
| VD             | 06 | Stefan de Vrij   |     |
| VD             | 16 | Tyrell Malacia   |     |
| VD             | 26 | Jeremie Frimpong |     |
| MV             | 11 | Steven Berghuis  | 69' |
| MV             | 15 | Marten de Roon   | 79' |
| MV             | 24 | Kenneth Taylor   |     |
| MV             | 25 | Xavi Simons      |     |
| AV             | 09 | Luuk de Jong     |     |
| AV             | 10 | Memphis Depay    | 46' |
| AV             | 12 | Noa Lang         |     |
| AV             | 18 | Vincent Janssen  |     |
| AV             | 19 | Wout Weghorst    | 79' |
| Coach:         |    |                  |     |
| Louis van Gaal |    |                  |     |

| DM             | 01 | Hernán Galíndez     |     |
| RVV            | 17 | Ángelo Preciado     |     |
| CV             | 25 | Jackson Porozo      |     |
| CV             | 02 | Félix Torres        |     |
| CV             | 03 | Piero Hincapié      |     |
| LVV            | 07 | Pervis Estupiñán    |     |
| CM             | 20 | Jhegson Méndez      | 57' |
| CM             | 23 | Moisés Caicedo      |     |
| AM             | 19 | Gonzalo Plata       | 90' |
| AM             | 13 | Enner Valencia      | 90' |
| SP             | 11 | Michael Estrada     | 74' |
| Wisselspelers: |    |                     |     |
| DM             | 12 | Moisés Ramírez      |     |
| DM             | 22 | Alexander Domínguez |     |
| VD             | 04 | Robert Arboleda     |     |
| VD             | 06 | William Pacho       |     |
| VD             | 14 | Xavier Arreaga      |     |
| VD             | 18 | Diego Palacios      |     |
| MV             | 05 | José Cifuentes      |     |
| MV             | 08 | Carlos Gruezo       |     |
| MV             | 21 | Alan Franco         |     |
| AV             | 09 | Ayrton Preciado     |     |
| AV             | 10 | Romario Ibarra      | 90' |
| AV             | 15 | Ángel Mena          |     |
| AV             | 16 | Jeremy Sarmiento    | 74' |
| AV             | 24 | Djorkaeff Reasco    |     |
| AV             | 26 | Kevin Rodríguez     | 90' |
| Coach:         |    |                     |     |
| Gustavo Alfaro |    |                     |     |

| Statistieken           | Nederland | Ecuador |
| ---------------------- | --------- | ------- |
| Doelpunten             | 1         | 1       |
| Gele kaarten           | 0         | 1       |
| Rode kaarten           | 0         | 0       |
| Wissels                | 4         | 3       |
| Schoten op doel        | 1         | 5       |
| Schoten naast doel     | 1         | 3       |
| Overtredingen          | 15        | 12      |
| Hoekschoppen           | 2         | 5       |
| Buitenspel             | 1         | 4       |
| Passnauwkeurigheid (%) | 86        | 81      |
| Balbezit (%)           | 55        | 45      |